# Lepidostoma octolobium
Lepidostoma octolobium är en nattsländeart som beskrevs av Weaver och Huisman 1992. Lepidostoma octolobium ingår i släktet Lepidostoma och familjen kantrörsnattsländor. Inga underarter finns listade i Catalogue of Life.